# Louis-Isaac Lemaistre de Sacy

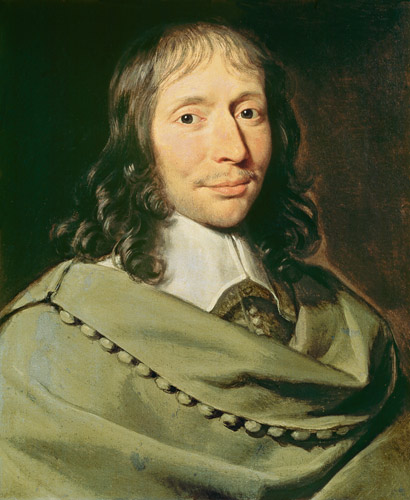
Porträt von Louis-Isaac Lemaistre de Sacy (Gemälde von Philippe de Champaigne)

Louis-Isaac Lemaistre de Sacy, auch Louis-Isaac Lemaître de Sacy (* 29. März 1613 in Paris; † 4. Januar 1684 auf Schloss Pomponne nahe Paris, Frankreich) war ein französischer Theologe, Bibelübersetzer und Humanist. Er ist vor allem aufgrund seiner französischen Bibelübersetzung, der Bibel von Port-Royal bekannt.

## Biografie

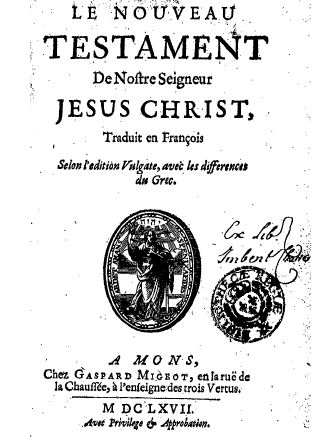
Das Neue Testament („Bibel von Mons“) 1667

Louis-Isaac Lemaistre de Sacy entstammte mütterlicherseits der Familie Arnauld, die eine bedeutende Rolle im Rahmen der jansenistischen Bewegung in Frankreich im 17. Jahrhundert spielte. Seine Mutter Catherine Arnauld († 1651) war eine Schwester von Angélique Arnauld, der Äbtissin des Klosters Port-Royal. Sein Vater Isaac Le Maistre († 1640) war Anwalt in Paris und von calvinistischer Konfession, wurde aber frühzeitig aufgrund religiös-politischer Anschuldigungen in der Bastille inhaftiert, so dass die Erziehung der insgesamt fünf Kinder ganz der Mutter zufiel. Die Kinder wuchsen in einem von religiösen Diskursen geprägten Umfeld auf und schlugen alle eine theologische Laufbahn ein. Louis-Isaac erhielt seine Ausbildung durch Privatlehrer und widmete sich danach als Privatgelehrter im Umfeld des Klosters Port-Royal theologischen Studien. 1646 erschien als erste seiner Veröffentlichungen eine französische Übersetzung von De Ingratis des Prosper von Aquitanien, eines Augustinus-Schülers. In den folgenden Jahren erschienen weitere Übersetzungen spätantiker Autoren. Darunter befanden sich auch einzelne nicht-theologische Werke, wie die Fables (Fabeln) des Phaedrus und drei Komödien des Terenz. 1649 wurde Sacy zum Priester geweiht.
Inmitten der Unruhen der Fronde übernahm er die führende Rolle im Theologenzirkel von Port-Royal. Seine Veröffentlichung und freie Übersetzung einiger Hymnen über das Heil und die Gnade in augustinischer Tradition im Jahr 1650 fanden zwar unter anderem den Beifall von Corneille, Racine und La Fontaine, trugen ihm aber auch die Feindschaft der Jesuiten ein. Auf Betreiben derselben wurde das Werk per Dekret der Glaubenskongregation vom 18. Juni 1651 auf den Index gesetzt. Im Jahr 1654 beantwortete Sacy dies mit einer Streitschrift gegen die „Jesuisten“ mit dem ironisch-satirischen Titel Les enluminures du fameux almanach des PP. Jésuistes intitulé »La déroute et confusion des Jansénistes« ou Triomphe de Molina Jésuiste sur S. Augustin („Die Buchmalereien des berühmten Almanachs der Jesuisten ‚Die Abweichungen und Verwirrungen der Jansenisten‘, oder: Triumph des Jesuisten Molina über den heiligen Augustin“), die prompt noch im selben Jahr ebenfalls indiziert wurde.
Im Jahr 1652 begegneten sich Blaise Pascal und Sacy zum ersten Mal, wobei ersterer von den Ideen Sacys nachhaltig beeinflusst wurde. In den Folgejahren konzentrierten sich die Aktivitäten Sacys auf den Streit um den Augustinus, das Hauptwerks Cornelius Jansens, das 1642 durch die Bulle Papst Urbans VIII. In eminenti verdammt und anschließend auf den Index gesetzt worden war. Während andere Theologen in Port-Royal wie Pierre Nicole in dieser Frage zur Nachgiebigkeit rieten, um eine Kirchenspaltung zu vermeiden, blieb Sacy in der Verteidigung des Werks unnachgiebig. Schließlich gewannen die Gegner Jansens die Oberhand, und 1661 wurden alle katholischen Würdenträger Frankreichs durch Dekret König Ludwigs XIV. gezwungen, eine Formel (Formulaire), die 1656 in der Bulle Ad Sacram Papst Alexanders VII. veröffentlicht worden war, zu unterzeichnen, in der die Lehren Cornelius Jansens verurteilt wurden. Der Streit um den Jansenismus eskalierte, und von 1666 bis Oktober 1667 war Sacy in der Bastille inhaftiert. Während dieser Zeit widmete er sich seinem späteren Hauptwerk, der Bibelübersetzung ins Französische, mit der sein Bruder Antoine († 1658) im Jahr 1657 begonnen hatte. An dieser Übersetzung und den zugehörigen Bibelkommentaren arbeitete Sacy bis zu seinem Lebensende im Jahr 1684. Die Bibelübersetzung entstand von katholischer Seite auch in Reaktion auf die Bibelübersetzungen der Reformatoren. Basis der Übersetzung war die Vulgata, wobei auch Schriften der Kirchenväter und griechische sowie hebräische Quellen textkritisch hinzugezogen wurden.
Die Bibelübersetzung war nicht nur das Werk eines Einzelnen, sondern viele Theologen und Freunde im Umkreis von Port-Royal wirkten daran mit. Das Neue Testament erschien 1667 bei Daniel Elzevier in Mons und ist auch unter Bezeichnung  Nouveau Testament de Mons oder „Bibel von Mons“ bekannt. Das Alte Testament erschien nach und nach in Einzelteilen in den Jahren 1672 bis 1696. Die später so genannte „Bibel von Port-Royal“ gehörte über Jahrhunderte zu den einflussreichsten und am weitesten verbreiteten Bibelübersetzungen in französischer Sprache.
Sacy selbst betrachtete seine Übersetzungen und Bibelkommentare nicht unkritisch. Er fürchtete, dass durch die vermeintliche Klarheit seiner Übersetzung etwas von der Mystik und Dunkelheit der ursprünglichen Bibelworte verlorengegangen sei und dass er den Inhalt in seinem Bemühen um möglichst getreue Übersetzung doch zu sehr „redigiert“ habe.

## Werkauswahl
- Poeme de S. Prosper contre les ingrats. Ou la doctrine catholique de la Grace est excellemment expliquée, & soustenuë contre les erreurs des Pelagiens & des Semipelagiens. Traduit en François en vers et en prose. Avec les vers Latins mis a costé des François, & reveus exactement sur les Editions les plus correctes. Veröffentlicht bei Veuve Martin Durand, Paris 1647. Digitalisat bei BNF Gallica
- L 'Office de l 'Eglise et de la Vierge en latin et en français, avec les hymnes traduites en vers. (auch veröffentlicht unter dem Titel Heures de Port-Royal), verlegt bei Camusat und Le Petit, Paris, 1650.
- Les enluminures du fameux almanach des PP. Jésuistes intitulé »La déroute et confusion des Jansénistes« ou Triomphe de Molina Jésuiste sur S. Augustin 1654. Digitalisat bei BNF Gallica
- Vie de Dom Barthelemy des Martyrs religieux de l'ordre de S. Dominique, archevesque de Brague en Portugal. Tirée de son histoire écrite en espagnol et en portugais par cinq auteurs, dont le premier est le Père Louis de Grenade, avec son esprit et les sent (zusammen mit  Pierre Thomas Du Fossé, Luis de Granada), gedruckt bei Pierre Le Petit, Paris, 1679.
- Le Nouveau Testament de Nostre Seigneur Jesus Christ, traduit en françois selon l'edition vulgate, avec les differences du grec. herausgegeben von Gaspard Migeot in Mons. 1667, Druck bei Daniel Elzevier, Amsterdam. Digitalisat bei BNF Gallica